# Domingos Carrerot
Dom Frei Domingos Carrerot OP (em francês, Raymond Dominique Carrerot, Pamiers, 1 de junho de 1863 — Porto Nacional, 14 de dezembro de 1933) foi prelado católico francês radicado no Brasil.

## Biografia
Nasceu Raymond Florence Carrerot em Pamiers, Occitânia, França, o terceiro de uma família de quatro filhos. Após realizar estudos literários na Escola Apostólica da Ordem dos Pregadores, entrou para aquela ordem, emitindo seus votos em 20 de novembro de 1880 sob o nome de Dominique (ou Domingos), em homenagem ao santo fundador da ordem.
Cursou as ciências eclesiásticas em Salamanca, Espanha, e recebeu a ordenação presbiteral em 1 de setembro de 1886. No ano seguinte, veio para o Brasil, hospedou-se no Rio de Janeiro por um pequeno período e seguiu para a missão em Uberaba, Minas Gerais, em outubro do mesmo permanecendo ali durante três anos.
Em 1891, foi designado para a missão de Porto Nacional, no Estado de Goiás. Frei Domingos ali chegou em setembro e permaneceu por dez anos. Neste período teve uma intensa atividade apostólica como presbítero missionário em toda a região. Em 1901, foi transferido para a missão de Conceição do Araguaia, no estado do Pará, fundada havia cinco anos e dedicada especialmente à catequese de silvícolas. Após 25 anos de missão no Brasil, Dom Domingos retornou à Europa para participar do capítulo geral da Ordem dos Pregadores como representante dos missionários.
Em 26 de agosto de 1912, o papa Pio X escolheu frei Domingos para governar a recém-criada prelazia territoral de Santíssima Conceição do Araguaia (atual diocese de Marabá). Recebeu sua sagração episcopal e a sé titular de Verinópolis, em 10 de outubro seguinte, na Catedral de Tolosa, das mãos do arcebispo Jean-Augustin Germain, tendo como co-consagrantes os bispos Charles-Paul Sagot du Vauroux, de Agen, e Martin-Jérôme Izart, de Pamiers.
Carrerot ficou oito anos à frente dessa prelazia, de fevereiro de 1913 a junho de 1921. Em 30 de julho de 1920, foi nomeado para a Diocese de Porto Nacional, no Estado de Goiás, e atualmente no Estado do Tocantins. Também atuou como administrador apostólico da prelazia da Ilha do Bananal.
Dom Domingos muito trabalhou para o desenvolvimento de seu rebanho, tanto no âmbito religioso quanto no político. Abriu estradas, como a de Porto Nacional a Conceição do Araguaia e da primeira à sede da Ilha do Bananal. Nesta última, criou núcleos de moradores com o intuito de catequizar os silvícolas. Também muito fez pelas diversas tribos do norte e do oeste de sua diocese. Para tamanha obra, dispunha de poucos recursos. Contou amplamente com o auxílio de seus confrades. Os de Conceição do Araguaia ficaram encarregados de catequizar a margem direita do rio.
Dom Domingos deu continuidade às obras da catedral iniciada por frei Gil Vilanova e iniciou a edificação de um seminário com cursos regulares. O bispo, no entanto, não viveu para assistir à inauguração de ambos. Ele se preparava para viajar à Europa quando adoeceu gravemente. Ele faleceu aos 70 anos de idade, e seus restos mortais foram sepultados na catedral.